# Canton de Morlaix
Le canton de Morlaix est une circonscription électorale française située dans le département du Finistère et la région Bretagne.

## Histoire
- Le canton de Morlaix a été créé en 1790[1].

- De 1833 à 1848, les cantons de Morlaix et de Lanmeur avaient le même conseiller général. Le nombre de conseillers généraux était limité à 30 par département[5].

- Un nouveau découpage territorial du Finistère entre en vigueur à l'occasion des élections départementales de mars 2015, défini par le décret du 13 février 2014[4], en application des lois du 17 mai 2013 (loi organique 2013-402 et loi 2013-403)[6]. Les conseillers départementaux sont, à compter de ces élections, élus au scrutin majoritaire binominal mixte. Les électeurs de chaque canton élisent au Conseil départemental, nouvelle appellation du Conseil général, deux membres de sexe différent, qui se présentent en binôme de candidats. Les conseillers départementaux sont élus pour 6 ans au scrutin binominal majoritaire à deux tours, l'accès au second tour nécessitant 12,5 % des inscrits au 1er tour. En outre la totalité des conseillers départementaux est renouvelée. Ce nouveau mode de scrutin nécessite un redécoupage des cantons dont le nombre est divisé par deux avec arrondi à l'unité impaire supérieure si ce nombre n'est pas entier impair, assorti de conditions de seuils minimaux[7]. Dans le Finistère, le nombre de cantons passe ainsi de 54 à 27. Le nombre de communes du canton de Morlaix passe de 4 à 11.

- Le nouveau canton de Morlaix est formé de communes des anciens cantons de Taulé (4 communes), de Saint-Thégonnec (4 communes) et de Morlaix (3 communes). Le canton est entièrement inclus dans l'arrondissement de Morlaix. Le bureau centralisateur est situé à Morlaix.

## Représentation

### Conseillers d'arrondissement (de 1833 à 1940)
| Période                                  | Période      | Identité                        | Étiquette   | Qualité |
| ---------------------------------------- | ------------ | ------------------------------- | ----------- | --- |
| 1833                                     | 1848         | Jean François Marie Le Bozec    |             | Avoué à Morlaix                                                                                               |
|                                          |              |                                 |             | |
| 1871                                     |              | Joseph-François Desloges        | Orléaniste  | Négociant en beurre, ancien maire (1845-1848 et 1870-1871) de Morlaix, Président du Conseil d'arrondissement  |
| 1889                                     | 1895         | Prosper Ludovic Estrade         | Républicain | Négociant et minotier à Morlaix                                                                               |
| 1895                                     | 1897 (décès) | Ferdinand Le Febvre (1840-1897) | Républicain | Médecin, inspecteur des enfants assistés, pour le Nord-Finistère, conseiller municipal de Morlaix (1876-1896) |
| 1898                                     | 1919         | Henri Le Bolloc'h               |             | Avocat, maire de Morlaix (1897-1904)                                                                          |
| 1919                                     | 1924 (décès) | Henri Masson                    | RG          | Agriculteur à Ploujean                                                                                        |
| 17 août 1924                             | 1928         | Guillaume Quérou (1886-1955)    | SFIO        | Cultivateur et éleveur à Plourin-lès-Morlaix                                                                  |
| 1928                                     | 1934         | Jean-Claude Kerrien             | Conc.rép.   | Minotier, cultivateur, maire de Sainte-Sève                                                                   |
| 1934                                     | 1940         | Thomas Parc (1869-1947)         | SFIO        | Cultivateur et cafetier, maire de Ploujean                                                                    |
| 1940                                     |              |                                 |             | Les conseils d'arrondissement ont été suspendus par la loi du 12 octobre 1940 et n'ont jamais été réactivés   |
| Les données manquantes sont à compléter. |              |                                 |             | |

### Conseillers généraux de 1833 à 2015
| Période       | Période          | Identité                                 | Étiquette                | Qualité |
| ------------- | ---------------- | ---------------------------------------- | ------------------------ | --- |
| 1833          | 1848             | Jacques Jean Pitot du Hellès (1779-1856) | Droite                   | Ancien officier supérieur du Génie Propriétaire à Morlaix, député (1837-1840)                                     |
| 1848          | 1871             | Zozyme Paulin Aldéric Bienvenüe          | Centre droit             | Avoué à Morlaix, député (1871-1876)                                                                               |
| 1871          | 1877             | Gustave Swiney                           | Républicain              | Propriétaire et agronome Maire de Plouégat-Guerrand Député (1873-1881)                                            |
| 1877          | 1892 (décès)     | Pierre-Frédéric Rouilly                  | Républicain              | Juge au Tribunal de commerce Propriétaire à Morlaix Député (1891-1892) Conseiller municipal de Morlaix            |
| 1892          | 1895 (décès)     | Prosper Goff (1849-1895)                 | Républicain              | Négociant à Morlaix                                                                                               |
| 1895          | 1898 (décès)     | Prosper Ludovic Estrade                  | Républicain              | Négociant et minotier à Morlaix, conseiller d'arrondissement                                                      |
| 1898          | 1901             | Alexandre Bodros                         | Républicain Progressiste | Ancien médecin-major de l'armée Propriétaire à Morlaix                                                            |
| 1901          | 1902 (décès)     | Charles Jean-Marie Raillard (1846-1902)  | Républicain              | Propriétaire, maire de Saint-Martin-des-Champs                                                                    |
| 1902          | 1913             | Léon Briens                              | Républicain              | Négociant à Morlaix                                                                                               |
| 1913          | 1919             | Vincent Larher                           | Rad.                     | Négociant, conseiller municipal de Morlaix                                                                        |
| 1919          | 1936 (décès)     | François-Louis Bourgot                   | SFIO puis PRS            | Attaché à une maison d'importation de charbon Député (1928-1932) Maire de Morlaix                                 |
| 1937          | 1940             | Guy Le Normand                           | SFIO                     | Professeur de lycée                                                                                               |
|               |                  |                                          |                          | |
| 1943          | 1945             | Olivier Le Jeune                         | SE                       | Médecin de marine Maire de Morlaix (1936-1944) Ancien sénateur (1939-1940) Nommé conseiller départemental en 1943 |
|               |                  |                                          |                          | |
| 1945          | 1951             | Hippolyte Masson                         | SFIO                     | Contrôleur principal des Postes, ancien maire de Brest (1912-1920) Sénateur (1946-1955)                           |
| 1951          | 1964             | Jean Le Duc                              | RPF puis MRP puis CNIP   | Docteur en médecine Maire de Morlaix (1947-1971) Député (1946 et 1958-1962)                                       |
| 1964          | 1976             | Roger Prat                               | PSU                      | Instituteur, Carantec Député (1967-1968)                                                                          |
| 1976          | 2001             | Jean-Jacques Cléac'h                     | PS                       | Médecin Maire de Morlaix (1971-1989)                                                                              |
| 2001          | 2008             | Michel Le Goff                           | PS                       | Retraité de l'Armée de l'air Maire de Morlaix (1997-2008)                                                         |
| 2008 décembre | 2010 (démission) | Agnès Le Brun                            | UMP                      | Professeur de lettres classiques Maire de Morlaix depuis 2008 démissionne pour entrer au Parlement européen       |
| 2010          | 2015             | Pierre Madec                             | DVD                      | Agriculteur retraité Conseiller municipal de Saint-Martin-des-Champs                                              |

### Conseillers départementaux à partir de 2015
| Période élective | Période élective | Mandat | Mandat   | Identité         | Nuance | Nuance | Qualité |
| ---------------- | ---------------- | ------ | -------- | ---------------- | ------ | ------ | --- |
| 2015             | 2021             | 2015   | 2021     | Solange Creignou |        | PS     | Maire de Saint-Thégonnec (2014-2015) Maire de Saint-Thégonnec Loc-Eguiner (depuis 2016) Ancienne conseillère générale du Canton de Saint-Thégonnec Vice-présidente chargée des politiques personnes âgées et personnes handicapées Déléguée à la langue bretonne |
| 2015             | 2021             | 2015   | 2021     | Jean-Paul Vermot |        | PS     | Directeur de l'AFPA Maire de Morlaix (depuis 2020) Délégué à l’habitat et au logement |
| 2021             | 2028             | 2021   | en cours | Ismaël Dupont    |        | PCF    | Documentaliste, premier adjoint au maire de Morlaix depuis 2020 |
| 2021             | 2028             | 2021   | en cours | Gaëlle Zaneguy   |        | DVG    | Assistante sociale, adjointe au maire de Saint-Thégonnec |

### Résultats détaillés

#### Élections de mars 2015
À l'issue du 1er tour des élections départementales de 2015, deux binômes sont en ballottage : Solange Creignou et Jean-Paul Vermot (PS, 34,47 %) et Clotilde Berthemet et Pierre Madec (Union de la Droite, 31,57 %). Le taux de participation est de 50,95 % (13 872 votants sur 27 229 inscrits) contre 51,11 % au niveau départementalet 50,17 % au niveau national.
Au second tour, Solange Creignou et Jean-Paul Vermot (PS) sont élus avec 54,88 % des suffrages exprimés et un taux de participation de 49,62 % (6 859 voix pour 13 510 votants et 27 227 inscrits).

#### Élections de juin 2021
Le premier tour des élections départementales de 2021 est marqué par un très faible taux de participation (33,26 % au niveau national). Dans le canton de Morlaix, ce taux de participation est de 34,76 % (9 309 votants sur 26 780 inscrits) contre 35,55 % au niveau départemental. À l'issue de ce premier tour, deux binômes sont en ballottage : Ismaël Dupont et Gaëlle Zaneguy (Union à gauche, 35,61 %) et Aude Goarnisson et Jean-Charles Pouliquen (Union au centre et à droite, 32,19 %).
Le second tour des élections est marqué une nouvelle fois par une abstention massive équivalente au premier tour. Les taux de participation sont de 34,36 % au niveau national, 36,76 % dans le département et 36,45 % dans le canton de Morlaix. Ismaël Dupont et Gaëlle Zaneguy (Union à gauche) sont élus avec 54,83 % des suffrages exprimés (5 043 voix pour 9 763 votants et 26 781 inscrits),,. 

## Composition

### Composition avant 2015

Situation du canton de Morlaix dans le département du Finistère avant 2015.

Le canton de Morlaix regroupait quatre communes.
| Nom                     | Code Insee | Codepostal | Superficie (km2) | Population (dernière pop. légale) | Densité (hab./km2) |
| ----------------------- | ---------- | ---------- | ---------------- | --------------------------------- | ------------------ |
| Morlaix (chef-lieu)     | 29151      | 29600      | 24,82            | 15 507 (2012)                     | 625                |
| Plourin-lès-Morlaix     | 29207      | 29600      | 40,92            | 4 295 (2012)                      | 105                |
| Saint-Martin-des-Champs | 29254      | 29600      | 15,70            | 4 722 (2012)                      | 301                |
| Sainte-Sève             | 29265      | 29600      | 9,98             | 908 (2012)                        | 91                 |

### Composition à partir de 2015
Lors du redécoupage de 2014, le canton de Morlaix comprenait onze communes entières.
À la suite de la fusion, au 1er janvier 2016, de Loc-Eguiner-Saint-Thégonnec et Saint-Thégonnec pour former la commune nouvelle de Saint-Thégonnec Loc-Eguiner, le canton comprend désormais dix communes.
| Nom                             | Code Insee | Intercommunalité      | Superficie (km2) | Population (dernière pop. légale) | Densité (hab./km2) | Modifier                                    |
| ------------------------------- | ---------- | --------------------- | ---------------- | --------------------------------- | ------------------ | ------------------------------------------- |
| Morlaix (bureau centralisateur) | 29151      | CA Morlaix Communauté | 24,82            | 15 220 (2022)                     | 613                | modifier les données · modifier les données |
| Carantec                        | 29023      | CA Morlaix Communauté | 9,02             | 3 261 (2022)                      | 362                | modifier les données · modifier les données |
| Henvic                          | 29079      | CA Morlaix Communauté | 9,95             | 1 195 (2022)                      | 120                | modifier les données · modifier les données |
| Locquénolé                      | 29132      | CA Morlaix Communauté | 0,85             | 792 (2022)                        | 932                | modifier les données · modifier les données |
| Pleyber-Christ                  | 29163      | CA Morlaix Communauté | 45,47            | 3 175 (2022)                      | 70                 | modifier les données · modifier les données |
| Plounéour-Ménez                 | 29202      | CA Morlaix Communauté | 51,74            | 1 298 (2022)                      | 25                 | modifier les données · modifier les données |
| Saint-Martin-des-Champs         | 29254      | CA Morlaix Communauté | 15,70            | 4 792 (2022)                      | 305                | modifier les données · modifier les données |
| Saint-Thégonnec Loc-Eguiner     | 29266      | CA Morlaix Communauté | 49,78            | 3 118 (2022)                      | 63                 | modifier les données · modifier les données |
| Sainte-Sève                     | 29265      | CA Morlaix Communauté | 9,98             | 1 060 (2022)                      | 106                | modifier les données · modifier les données |
| Taulé                           | 29279      | CA Morlaix Communauté | 29,47            | 2 883 (2022)                      | 98                 | modifier les données · modifier les données |
| Canton de Morlaix               | 2917       |                       | 246,78           | 36 794 (2022)                     | 149                | modifier les données                        |

## Démographie

### Démographie avant 2015
| 1962   | 1968   | 1975   | 1982   | 1990   | 1999   | 2006   | 2011   | 2012   |
| ------ | ------ | ------ | ------ | ------ | ------ | ------ | ------ | ------ |
| 23 906 | 25 671 | 28 028 | 28 574 | 26 652 | 25 736 | 25 781 | 25 509 | 25 432 |

### Démographie depuis 2015
En 2022, le canton comptait 36 794 habitants, en évolution de +2,38 % par rapport à 2016 (Finistère : +2,16 %, France hors Mayotte : +2,11 %).
| 2013   | 2018   | 2022   |
| ------ | ------ | ------ |
| 36 566 | 36 031 | 36 794 |